# Crtica (pravopis)
Crtica ili crta – razgodak je koji se koristi za označavanje jače stanke od zareza, a također i povezuje dijelove rečenice. Može doći umjesto navodnika, zagrade ili dvotočja. Crtica nije isto što i spojnica s kojom se često pogrešno mijenja.

## Povijest
U srednjem vijeku kosa crta koristila se umjesto zareza, a dvije kose crte umjesto crtice. Kasnije su se dvije kose crte // pretvorile u znak jednakosti =, a potom i u crticu.

## Uporaba u jeziku

### Naknadno dodavanje
Crtica se koristi za odjeljivanje umetnutih, odnosno naknadno dodanih dijelova, ako se umetnuti dio želi jače istaknuti ili se žele produljiti stanke.
- Bio je to – vjerovali ili ne – moj otac.
- Putovanje od tisuću milja – izrekao je Lao Ce – počinje jednim korakom.

Ako rečenica ima više zareza, ponekad je bolje koristiti crticu da se vidi gdje je umetnuti dio, a gdje zarezi dolaze zbog pravopisnih i gramatičkih normi:
- Marina, djevojka iz susjedne ulice, često je – na šok svih susjeda – izvodila vratolomije.

### Stanka i obrati
Crtica također dolazi kad u rečenici dolazi neki neočekivan i sasvim suprotan dio.
- Bio je bogat, okružen ljudima koji ga vole, zdrav i situiran, a opet – nesretan.

A također može doći i na mjesto gdje se rečenica nastavlja na drukčiji način od onoga kojim je započela:
- Plovili smo rijekom, razmišljajući o prošlosti, uživajući na suncu – gdje je moja draga sad?

Crtica također dolazi u narodnim poslovicama i izrekama na mjestu obrata i kontrasta:
- Mladost – ludost.

Crtica može označavati i prekinuti govor.
- – Ja sam to htio, ali me –
- – Tišina!

Ako je u rečenici potrebna dulja ili jača stanka:
- Mama, mama – slon! poviče veselo dječačić.

Kao znak dulje stanke, mogu doći i dvije ili tri crtice:
- Žao mi je što vam to moram priopćiti – – teško ste bolesni.

Ako se ispiše cijeli red crtica, on označava razmišljanje ili izostavljeni tekst:
Svi mu se silno začude, a najviše on sam jer se – – – –
– – – – – – – – – –
probudio. (Antun Gustav Matoš)

### Odnosi
Crtica se između brojeva piše s bjelinama s obiju strana te zamjenjuje prijedloge od i do:
- Prvi svjetski rat (1914. – 1918.) bio je prvi rat u kojem su sudjelovali narodi širom svijeta te je stoga i dobio pridjev svjetski rat.
- Trgovina je otvorena 6 – 23 h.

Crticom se također označava udaljenost između dvaju ili više mjesta ili smjer kretanja iz jednog u drugo:
- Autocesta Zagreb – Split
- Vlak prolazi rutom Zagreb – Sesvete – Križevci – Bjelovar.

Crticom se povezuju dva naziva ili pojma koja su privremeno ili trajno u nekom odnosu:
- Gledali smo utakmicu Dinamo – Hajduk.
- Bio je to meč Ivanišević – Rafter.

### Crtica umjesto drugih razgodaka
Crtica se koristi i kao oznaka dijaloga u pripovijedanju gdje zamjenjuje navodnike i zareze:
– Pa kako ti je ime, mali klipane, učeniče moj? – podrma me učitelj za leđa.

– Ivica, Ivica, gospodine učitelju! – odvrati otac te povuče torbu s leđa naprijed.

– Neka on sam kaže svoje ime! – opazi učitelj, strignuvši opet očima na očevu torbu i na podrijemana purana. – Neka on sam kaže da mu čujem glas...

– No hajde, hajde! Reci! – ponuka me otac.

A ja, uprvši postojano svoje oči u učitelja, zagudim: – Zovem se Ivica Kičmanović! – Uto otac otvori torbu... – Evo nešto, gospodine učitelju, za slova, za šibu, za tintu i pera...

– Vidiš ti muzikaša Jožicu, vidiš! Kano da dolazi sa svadbe... smijaše se učitelj, raširivši velika usta, pokazujući jake bijele zube i potreptavajući blagodušno oca po leđima.
Kao i kod zareza, neodređena zamjenica sve sažima prethodno nabrajanje te se odjeljuje zarezom ili crticom:
- Ljubav, sreću, radost, mir – sve to više nemam.

Crtica dolazi i kad se navodi više naslova ili podnaslova jedan iza drugoga, a umjesto crtice može doći i točka:
- Samotna ljubav – Djevojčici mjesto igračke – Utjeha kose – Jesenje veče – Gnijezdo bez sokola – Srodnost

## Uporaba izvan jezika

### Matematika
U matematici se koristi kao znak (manje, minus) računske operacije (oduzimanja):
- 5 – 2 = 3
- 17 – 12 = 5

Koristi se i kao predznak negativnih brojeva:
- –5, –16, –17, –12…

## Vanjske poveznice
- O vodoravnim crticama u hrvatskome jeziku (pregledni znanstveni članak objavljen u Filologiji br. 52, godina 2009.)